# Megaschizomus
Sous-famille
Genre
Megaschizomus, unique représentant de la sous-famille des Megaschizominae, est un genre de schizomides de la famille des Hubbardiidae.

## Distribution
Les espèces de ce genre se rencontrent en Afrique du Sud et au Mozambique.

## Liste des espèces
Selon Schizomids of the World (version 1.0) :
- Megaschizomus mossambicus (Lawrence, 1958)
- Megaschizomus zuluanus (Lawrence, 1947)

## Publications originales
- Rowland, 1973 : Revision of the Schizomida (Arachnida). Journal of the New York Entomological Society, vol. 80, no 4, p. 195-204 (texte intégral).
- Lawrence, 1969 : The Uropygi (Arachnida: Schizomida) of the Ethiopian region. Journal of Natural History, vol. 3, p. 217-260.